# 해리 크락커

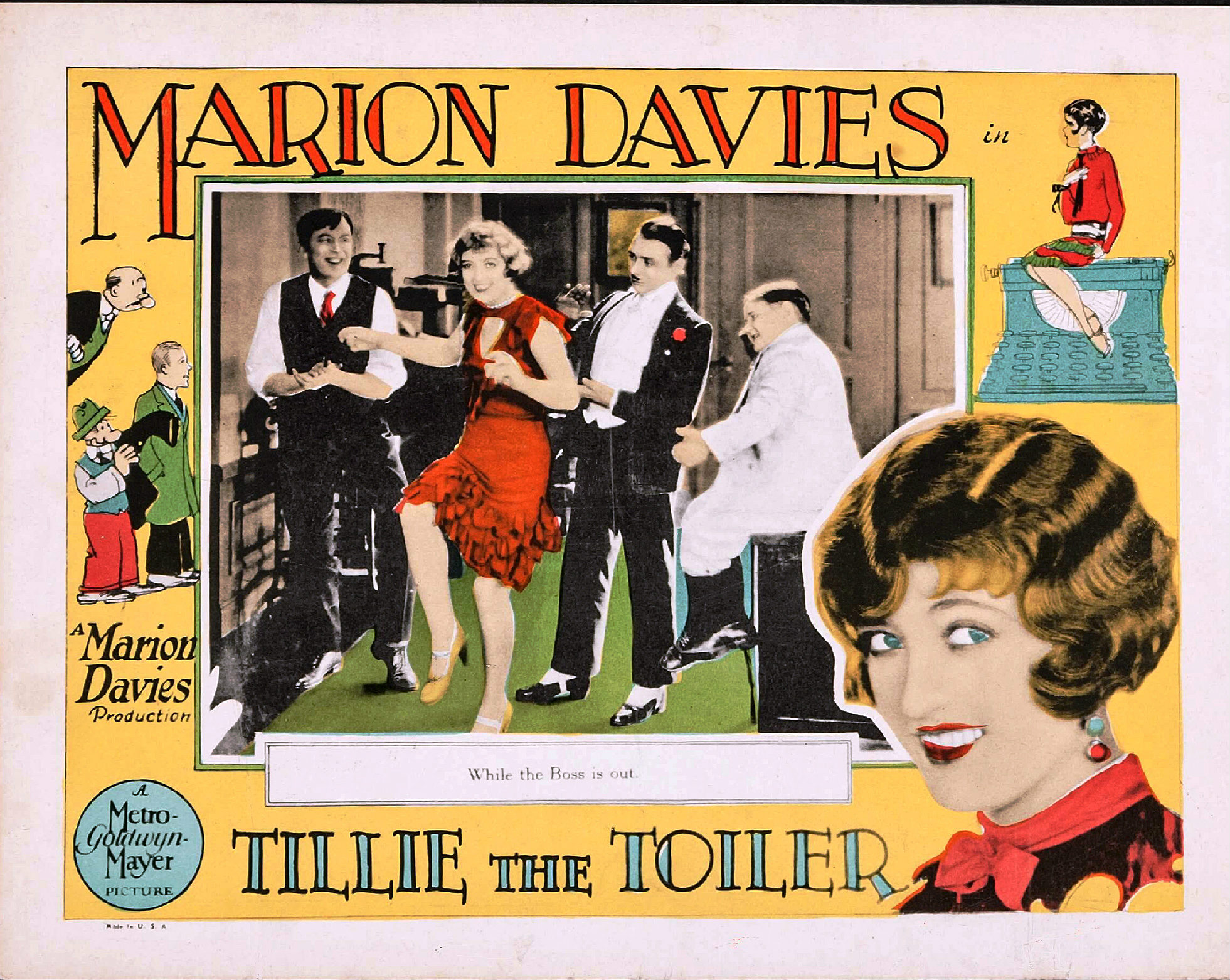

해리 크락커(Harry Crocker, 1893년 7월 2일 ~ 1958년 5월 23일)는 미국의 배우이다.
샌프란시스코에서 태어났으며 베벌리힐스에서 사망하였다.

## 영화
- 철완 짐 (1942년)
- 시티 라이트 (1931년)
- 쇼 피플 (1928년)
- 서커스 (1928년)